# Trachysomus peregrinus
Trachysomus peregrinus là một loài bọ cánh cứng trong họ Cerambycidae.